# William Orpen
William Newenham Montague Orpen, né à Stillorgan, près de Dublin le 27 novembre 1878 et mort à Londres le 29 septembre 1931, est un peintre portraitiste irlandais. Il a fait ses études artistiques à la Metropolitan School et à la Slade School of Fine Art de Londres.
Comme John Lavery, William Orpen a été un peintre de guerre officiel durant la Première Guerre mondiale. En 1917, il s'est rendu sur le front de l'Ouest. Il a fait des dessins et des peintures de soldats et de prisonniers de guerre allemands, ainsi que des portraits officiels de généraux et de politiciens. La plupart de ses œuvres se trouvent dans les collections de l'Imperial War Museum à Londres.

## Œuvres choisies
- Augustus John, 1899, National Portrait Gallery, Londres.
- The Mirror, 1900, Tate Gallery, Londres.
- The English Nude, 1900.
- Nude Study, 1906.
- Autoportrait, vers 1910, Metropolitan Museum of Art, New York.
- La Café Royal à Londres, 1912, musée d'Orsay, Paris[2].
- The Mad Women of Douai, 1918, Imperial War Museum, Londres.
- Harvest, 1918, Imperial War Museum.
- La Signature de la paix dans la galerie des Glaces à Versailles le 28 juin 1919, 1919, Imperial War Museum.
- Le Chef de l'Hôtel Chatham, Paris [Eugène Grossriether], don de l'artiste, avril 1921, Royal Academy of Arts, Londres[3].
- Portraits de Sterling Clark et de Francine Clark, 1921-22, huile sur toile, Clark Art Institute, Williamstown

## Distinctions et honneurs
- Membre de la Royal Academy, élu le 24 avril 1919[4]
- Chevalier commandeur de l'ordre de l'Empire britannique (KBE) en 1918[5]